# Shirley Povich
Shirley Povich, (15 juillet 1905 - 4 juin 1998) est un journaliste sportif américain qui couvre le baseball de 1923 à 1998 dans le Washington Post. Il reçoit de nombreux prix dont les principaux sont le Grantland Rice Award 1964, le J. G. Taylor Spink Award en 1975, le Red Smith Award en 1983 et l'élection au National Sportswriters Hall of Fame en 1984. Il préside la Baseball Writers Association of America en 1955.

## Biographie
Étudiant en deuxième année de droit à l'Université de Georgetown, Povich devient pigiste au Washington Post en 1923. Deux ans plus, il est journaliste chargé du baseball. Il abandonne durant l'année 1944 sa couverture du baseball pour devenir correspondant de guerre dans le Pacifique. La guerre achevée, il retrouve son poste à la rédaction sportive. Il prend officiellement sa retraite en 1973, mais poursuit sa couverture du jeu pour le Post jusqu'à sa mort. Sa dernière chronique est d'ailleurs publiée au lendemain de son décès.
Son prénom lui vaut d'être inclus dans le Who's Who of American Women en 1958. Comme Povich rappelle dans son autobiographie, le prénom Shirley était souvent donné aux garçons en Nouvelle-Angleterre. Povich est également l'auteur de The Washington Senators (G.P. Putnam Sons, 1954) et de All These Mornings (Prentice-Hall, 1969). Une sélection de ses meilleurs articles au Post sont compilés dans l'ouvrage All Those Mornings... At the Post (PublicAffairs, 2005).

## Famille
Il est le père de la personnalité de télévision Maury Povich.